# 多田博一
多田 博一（ただ ひろかず、1934年 - ）は、日本の経済学者、アジア経済の研究者、大東文化大学名誉教授。
東京都生まれ。1958年早稲田大学文学部卒、1960年一橋大学大学院社会学研究科修士課程修了。アジア経済研究所勤務、1985年大東文化大学国際関係学部教授。2005年定年退任、名誉教授。

## 著書

### 単著
- 『インドの大地と水』日本経済評論社 1992 ISBN 978-4818804876
- 『比較経済史入門 農業社会から工業社会へ』大東文化大学国際関係学部現代アジア研究所 アジア入門シリーズ 1996 ISBN 978-4925034012
- 『インドの水問題 州際河川水紛争を中心に』創土社 2005 ISBN 978-4789300353

### 翻訳
- クラレンス・B.デイヴィス, ケネス・E.ウィルバーン・Jr. 編著『鉄路17万マイルの興亡 鉄道からみた帝国主義』原田勝正共監訳 日本経済評論社 1996
- A.J.カイサル『インドの伝統技術と西欧文明』篠田隆,片岡弘次共訳 大東文化大学国際関係学部現代アジア研究所監修 平凡社 1998
- アフマド・Y.アルハサン, ドナルド・R.ヒル『イスラム技術の歴史』原隆一,斎藤美津子共訳 大東文化大学国際関係学部現代アジア研究所監修 平凡社 1999
- D.R.ヘッドリク『進歩の触手 帝国主義時代の技術移転』原田勝正,老川慶喜,濱文章共訳 日本経済評論社 2005